# Luc Van Lierde
Pour les articles homonymes, voir Van Lierde.
Luc Van Lierde  né le 14 avril 1969 à Bruges en Belgique, est un triathlète professionnel champion du monde d'Ironman en 1999 et double champion du monde de triathlon longue distance en 1997 et 1998.

## Biographie

### Jeunesse
Luc Van Lierde  enfant fait parfois état d'excès d'énergie, dès ses 10 ans, un médecin conseille à ses parents de lui faire pratiquer une activité sportive. Son père l'inscrit au club de natation de sa ville natale Bruges. Il  remporte rapidement des courses scolaires nationales en nage mais aussi en course à pied sans s'entraîner particulièrement dans ce sport. Ses professeurs de sport lui conseillèrent alors la pratique du triathlon. Il devient professionnel en 1990 à l'âge de 21 ans.

### Carrière en triathlon
Luc Van Lierde s'illustre en triathlon depuis 1995 et compte à son palmarès le titre prestigieux de « Champion du monde d'Ironman » obtenu à Kailua-Kona (Hawaï). Il est le premier triathlète européen à monter sur la plus haute marche du podium de ce prestigieux championnat (1996). Il remporte de nombreux titres au cours de sa carrière, à l’exception d'une médaille d'or aux jeux olympiques. Au cours des dernières années  de sa carrière des problèmes physiques freinent sa compétitivité, en particulier, à la suite notamment d'une blessure au tendon d'Achille, ce qui pénalise fortement ses résultats. Il est l'entraîneur depuis 2011 de Frederik Van Lierde avec lequel il n'a pas de lien de parenté.

### Activités professionnelles
En 2017, il réalise un de ses rêves et crée avec son ami chef d'entreprise Koen Janssen, une équipe de triathlon professionnelle ITZU Tri Team, dans laquelle il entraîne ses compatriotes Kenneth Vandendriessche et Alexandra Tondeur. Luc entraîne également l'anglais William Clarke, l'espagnol Iván Raña, la danoise Michelle Vesterby et le français Romain Guillaume.

## Palmarès
Le tableau présente les résultats les plus significatifs (podiums) obtenus sur le circuit national et international de triathlon depuis 1995.
| Année | Compétition                                  | Pays       | Position | Temps           |
| ----- | -------------------------------------------- | ---------- | -------- | --------------- |
| 2007  | Ironman Lanzarote                            | Espagne    |          | 8 h 59 min 13 s |
| 2006  | Ironman 70.3 Monaco                          | Monaco     |          | 4 h 14 min 37 s |
| 2005  | Championnat de Belgique                      | Belgique   |          | Timing          |
| 2004  | Ironman Malaisie                             | Malaisie   |          | 8 h 48 min 2 s  |
| 2003  | Ironman Malaisie                             | Malaisie   |          | 8 h 31 min 16 s |
| 2001  | Coupe d'Europe - l'étape de Zundert          | Pays-Bas   |          | 1 h 49 min 43 s |
| 1999  | Ironman - Championnat du monde à Kailua-Kona | États-Unis |          | 8 h 17 min 17 s |
| 1998  | Championnat du monde longue distance         | Japon      |          | 5 h 44 min 5 s  |
| 1998  | Ironman - Championnat du monde à Kailua-Kona | États-Unis |          | 8 h 31 min 57 s |
| 1997  | Championnat du monde longue distance         | États-Unis |          | 5 h 35 min 44 s |
| 1997  | Ironman Europe                               | Allemagne  |          | 7 h 50 min 27 s |
| 1996  | Championnat d'Europe                         | Hongrie    |          | 1 h 47 min 32 s |
| 1996  | Championnat du monde                         | États-Unis |          | 1 h 40 min 11 s |
| 1996  | Championnat du monde longue distance         | États-Unis |          | 3 h 47 min 54 s |
| 1996  | Ironman - Championnat du monde à Kailua-Kona | États-Unis |          | 8 h 4 min 8 s   |
| 1996  | Triathlon International de Nice              | France     |          | Timing          |
| 1995  | Championnat du monde longue distance         | France     |          | 5 h 48 min 23 s |
| 1995  | Championnat d'Europe                         | Suède      |          | 1 h 47 min 5 s  |

### Distinctions
- Sportif belge de l'année en 1997 et 1999.
- 3e sportif belge de l'année en 1996 et 1998.